# Pearson (Georgia)
Pearson város az Amerikai Egyesült Államok Georgia államában, Atkinson megyében, melynek megyeszékhelye is. Lakosainak száma 1821 fő (2020. április 1.).

## Népesség
A település népességének változása:

| 2010 | 2 117 |
| 2020 | 1 821 |